# El Higueral
El Higueral är en ort i Mexiko.   Den ligger i kommunen Culiacán och delstaten Sinaloa, i den västra delen av landet, 1 000 km nordväst om huvudstaden Mexico City. El Higueral ligger 13 meter över havet och antalet invånare är 1 913.
Terrängen runt El Higueral är mycket platt. Runt El Higueral är det ganska tätbefolkat, med 155 invånare per kvadratkilometer. Närmaste större samhälle är El Dorado, 2,0 km nordväst om El Higueral. Trakten runt El Higueral består till största delen av jordbruksmark.